# Maylson Barbosa Teixeira
Maylson Barbosa Teixeira (nacido el 6 de marzo de 1989 en São Bernardo do Campo, Brasil), comúnmente conocido como Maylson, es un futbolista brasileño que juega para el Figueirense de la Serie B de Brasil.

## Trayectoria
Se inició en el club Grêmio de Porto Alegre, jugando en sus categorías juveniles desde 2005. En 2007 debutó en el primer equipo. Disputó con la selección de su país el Campeonato Sudamericano Sub-20 de 2009, saliendo campeón.

## Selección nacional
Ha sido internacional con la Selección de fútbol de Brasil Sub-20.

### Participaciones en Copas del Mundo
| Mundial                               | Sede   | Resultado  |
| ------------------------------------- | ------ | ---------- |
| Copa Mundial de Fútbol Sub-20 de 2009 | Egipto | Subcampeón |

## Clubes
| Club         | País   | Año       |
| ------------ | ------ | --------- |
| Grêmio       | Brasil | 2005-2011 |
| Sport Recife | Brasil | 2011-2012 |
| Portuguesa   | Brasil | 2012-2013 |
| Figueirense  | Brasil | 2013      |

## Palmarés

### Campeonatos internacionales
| Título                         | Selección     | Lugar     | Año  |
| ------------------------------ | ------------- | --------- | ---- |
| Campeonato Sudamericano Sub-20 | Brasil sub-20 | Venezuela | 2009 |